# Ankeriet
Het mineraal ankeriet is een calcium-ijzer-magnesium-mangaan-carbonaat met de chemische formule Ca(Fe,Mg,Mn)(CO3)2. Het is nauw verwant met dolomiet, met dit verschil dat bepaalde magnesiumionen vervangen zijn door wisselende hoeveelheden ijzer(II) en mangaan.
Normaal ankeriet heeft de formule Ca2MgFe(CO3)4. De kristallografische en fysische eigenschappen lijken op deze van dolomiet en sideriet. De hardheid op de schaal van Mohs is 3,5 tot 4 en het soortelijk gewicht is 2,9 tot 3,1. De kleur is wit, grijs of roodachtig tot geelachtig bruin.
Ankeriet komt voor samen met sideriet in afzettingen van ijzererts. Het is een van de mineralen van de dolomiet-siderietreeks.
Ankeriet kan ontstaan ten gevolge van hydrothermaal of direct contact met grondwater. Het kan eveneens ontstaan ten gevolge van metamorfe herkristallisatie van ijzerrijke sedimentaire gesteenten. Het wordt vaak in ertsafzettingen gevonden als een gangmineraal samen voorkomend met goud en een gamma aan sulfiden.
Het werd voor het eerst als een apart mineraal aanzien door W. von Haidinger in 1825 en door hem genoemd naar Mathias J. Anker (1771-1843) uit Stiermarken, een Oostenrijks mineraloog.